# 群馬県立館林女子高等学校
群馬県立館林女子高等学校（ぐんまけんりつ たてばやしじょしこうとうがっこう）は、群馬県館林市にある県立高等学校。全日制普通科の女子校である。略称は「館女」（かんじょ・たてじょ）。
略称については、かつては訓読みの「たてじょ」が一般的な呼称であったが、1990年代には音読みの「かんじょ」が定着した。現在、スクールガイドやホームページ等の媒体では「かんじょ」と表記されているほか、学校関係者も「かんじょ」と呼んでいる。また、近隣の住民から単に「女子高」と呼ばれている。
館林市、邑楽郡、太田市からの通学者が多くを占めているが、桐生市や伊勢崎市からの通学者もいる。そして、館林市は【栃木県境・埼玉県境】と接していることから、栃木県足利市、佐野市、栃木市、埼玉県加須市、行田市、羽生市といった県外からの通学者も多い。
元日本社会党副委員長の武藤山治が教員として赴任していたことがある。

## 交通アクセス
- 東武鉄道館林駅東口　徒歩20分

※ 館林駅より自転車で通学している生徒が多い。
- つつじ観光バス子ども科学館前　徒歩１分

## 校訓
- 自律自治　…　自らを律して規範に従い、進んで行動しよう。
- 温雅健康　…　優しく上品で、心身ともに健康な女性になろう。
- 敬愛親和　…　互いに尊敬の念をもって接し、みんなと親しみ仲良くしよう。

## 制服
かつては黒いジャケットとジャンパースカートを特徴していたが、令和７年度より一新された。
ニットジャケットには、左胸に校章と襟に紫のラインが入っている。
スカートは、市の花であるヤマツツジをイメージした赤と、市の木であるクロマツをイメージした緑・紺の色を織り交ぜたチェック柄が採用されている。スラックスを選ぶこともできる。
ブラウスの色はブルーグレーとなっており、左胸に「Kj（「かんじょ」の意味）」の刺繡が施されている。ブラウスを着用した上に、ネクタイまたはリボンを着用する。ネクタイ・リボンはそれぞれ２色（紫・ピンク）用意されており、合計４種類の中から日によって好みの組み合わせを選んで着用することができる。ただし、式典の日など、物・色を指定される日もある。
夏季には、略装用としてブラウスの代わりに「Kj」の刺繡が入った紺のポロシャツを着ることができる。

## 沿革
- 1917年（大正6年）　    館林町立実科高等女学校として開校
- 1922年（大正11年）　 館林町立高等女学校と改称
- 1923年（大正12年）　 館林町から群馬県に移管し、群馬県立館林高等女学校と改称。現在地に移転する
- 1948年（昭和23年）　 学制改革により、群馬県立館林女子高等学校と改称（普通科600名・家庭科300名）
- 1949年（昭和24年）　 定時制課程を開設（普通科50名）
- 1965年（昭和40年）　 全日制家庭科を廃止。普通科８学級となる
- 1981年（昭和56年）　 定時制課程を廃止
- 1992年（平成4年）　    英語コースを設置し、普通科７学級（普通コース６学級・英語コース１学級）となる
- 2000年（平成12年）　 普通科６学級（普通コース５学級・英語コース１学級）となる
- 2016年（平成28年）　 英語コースの募集を停止し、６学級となる
- 2017年（平成29年)　  創立100周年記念式典が行われる
- 2018年（平成30年）　 普通科５学級となる
- 2025年（令和7年）　　制服を変更する。県内の普通科進学校では初となる１学級32名制を導入する

## 主な学校行事

### １学期
- 入学式
- 対面式
- 新入生オリエンテーション　…　１年次。城沼周辺の施設にて親睦を深めるためのバーベキューを実施。
- 体育祭　　　　　　　　　　…　３年に２度、友誼祭（文化祭）が開催されない年に開催。
- キャリア研究訪問①　　　　…　１年次。東京方面の大学を見学。
- 友誼祭（文化祭）　　　　　  …　３年に１度開催。２日間のうち１日は一般公開される。

※ 夏休みには中学生向けの学校説明会を実施。

### ２学期
- オープンスクール①　 …　 中学生向けに説明会と部活動見学を実施。
- 修学旅行　　　　　　 …　２年次。沖縄本島（３泊４日）を訪問。
- オープンスクール②　 …　 中学生向けに説明会と部活動体験を実施。
- キャリア研究訪問②　 …　１年次。東京都や埼玉県などにある企業を班別に分かれて訪問。
- 個別相談会　　　　　 …　中学生向けに個別相談会を実施。
- 予餞会　　　　　　　 …　かつては館林市文化会館で開催されていたが、現在は校内で開催。

### ３学期
- 卒業式

※ かつては３月上旬に海外語学研修が行われており、１～２年次の希望者が約10日間にわたりニュージーランドを訪問していた。新型コロナウイルス感染症の世界的流行(2019年)により、2019年（令和元）年度以降は廃止となっている。

## 部活動

### 文化部
- 演劇
- 科学
- 芸術
- JRC
- 吹奏楽
- 箏曲
- 被服・手芸
- 放送
- マンドリン・ギター
- 料理

### 運動部
- アーチェリー
- 硬式テニス

- サッカー

- ソフトテニス

- ソフトボール
- 卓球

- ダンス

- バスケットボール

- バドミントン

- バレーボール

- ボート　　　　　　…　県内にボート部があるのは、本校と群馬県立館林高等学校の２校のみである。

- ボクシング　　　　…　全国的にも珍しい女子校のボクシング部として、マスメディアにも度々取り上げられている。

- 陸上競技

## 進路
ほとんどの生徒が四年制大学へ進学するが、短期大学や専門学校に進学する生徒もいる。

## 著名な出身者
- 見城美枝子（元TBSアナウンサー、政府各種委員、エッセイスト、ジャーナリスト）
- あらいすみれ（女優、在学中の1990年に「ミス日本」を受賞、館林市観光大使第１号）
- 桂宏美（シンガーソングライター）
- 清水麻璃亜（女優、女性アイドルグループ・AKB48の元メンバー）